# Chilomycterus antillarum
O Baiacu de espinho das Antilhas (Chilomycterus antillarum) é uma espécie de peixe da família Diodontidae do gênero Chilomycterus. Sua distribuição é em todo o Caribe e Antilhas, até o Brasil.

## Em cativeiro
Os Baiacus de espinho das Antilhas não são recomendados para aquaristas iniciantes, pois são difíceis de alimentar em cativeiro. Eles precisam de um aquário de pelo menos 80 litros. Sua dieta consiste em moluscos e outros alimentos vivos. Eles devem ser alimentados com crustáceos, pois seus dentes crescem ao longo da vida, ou morrerão de fome. Como outros baiacus, eles se inflam com água para escapar da captura, não os force a fazer isso, pois isso pode causar estresse.